# Марта (мандрівний голуб)

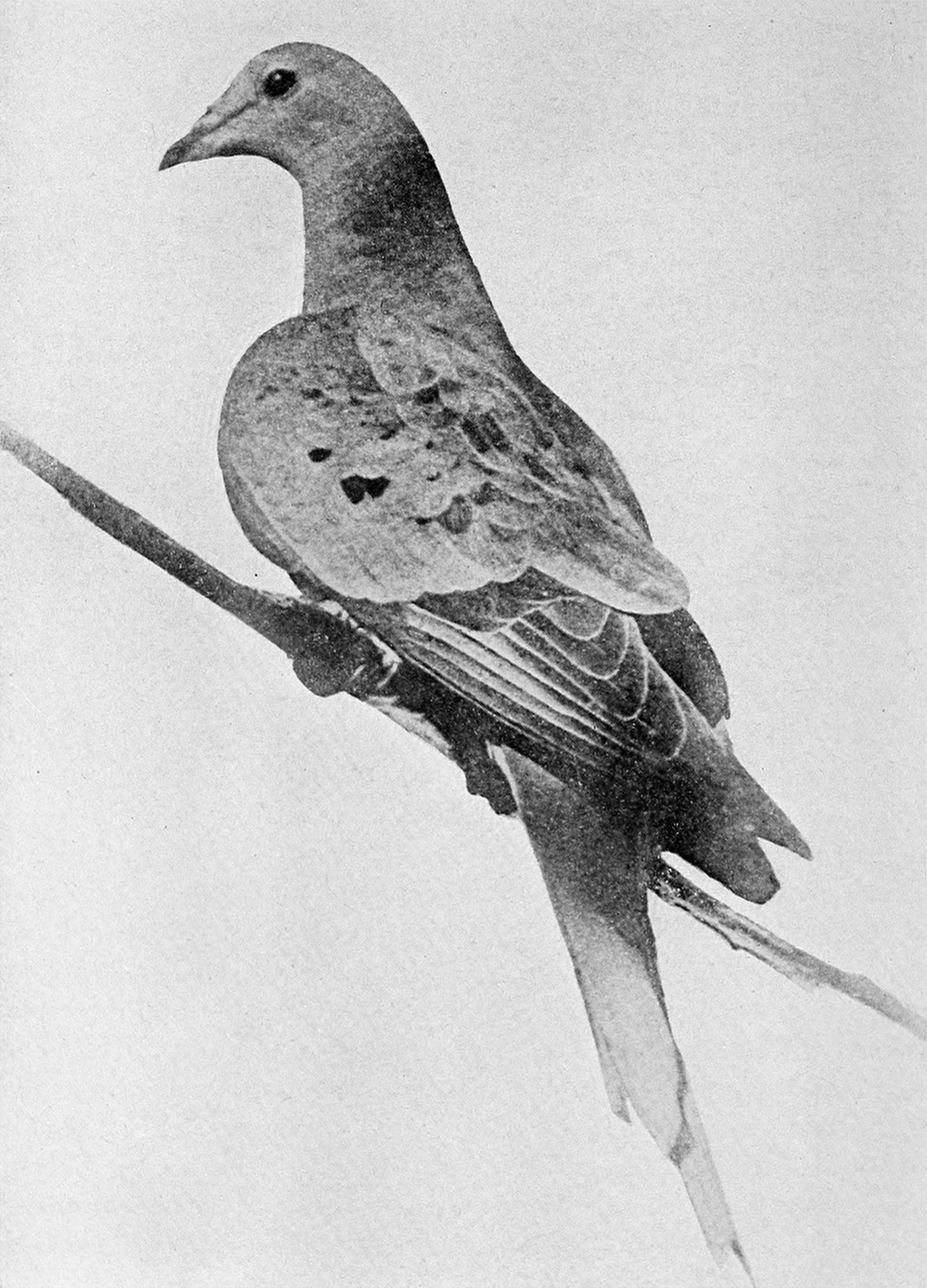
Марта, останній мандрівний голуб

Марта (англ. Martha; пом. 1914 року, Цинциннаті, штат Огайо) — останній представник виду Голуб мандрівний (Ectopistes migratorius), повністю знищеного до кінця XIX ст.
Своє ім'я Марта отримала на честь Марти Вашингтон, дружини першого Президента США Джорджа Вашингтона.
Марта померла в зоопарку ботанічного саду міста Цинциннаті 1 вересня 1914 року у віці 29 років. Після смерті Марти її останки були заморожені і передані в Смітсонівський інститут, а потім виставлені у вітрину для огляду. Марта і до сьогодні зберігається в Смітсонівському інституті, втім, вже не в експозиції.
На території зоологічного саду міста Цинциннаті був встановлений пам'ятник останній мандрівній голубці. Американський фолк-виконавець Джон Геральд написав пісню «Martha (Last of the Passenger Pigeons)».